# 266710 Pedrettiadriana
266710 Pedrettiadriana è un asteroide della fascia principale. Scoperto nel 2009, presenta un'orbita caratterizzata da un semiasse maggiore pari a 3,1403447 au e da un'eccentricità di 0,1546266, inclinata di 9,85159° rispetto all'eclittica.